# Дзанни, Мирко
Мирко Дзанни (итал. Mirko Zanni; род. 16 октября 1997, Порденоне, Фриули-Венеция-Джулия) — итальянский тяжелоатлет, выступающий в весовой категории до 67 кг, ранее выступал в категории до 69 кг. Бронзовый призёр летних Олимпийских игр 2020 года в Токио в весовой категории до 67 кг. Бронзовый призёр чемпионата Европы 2023 года. 

## Биография
Мирко Дзанни родился 16 октября 1997.

## Карьера
Первым европейским соревнованием для Мирко Дзанни стал молодёжный чемпионат Европы 2012 года в Бухаресте в категории до 62 кг. Он финишировал последним, подняв в сумме 194 кг.
В 2014 году Дзанни участвовал в молодёжном чемпионате Европы, проходившем в Цехануве. Он выиграл золотую медаль в толчке и серебро в общем зачёте с суммой 253 кг. Позже в том же году он завоевал бронзу на летних юношеских Олимпийских играх в Нанкине 2014 года.
Дзанни участвовал на чемпионате Европы среди юниоров 2016 года. Перейдя в категорию до 69 кг, он завоевал серебряную медаль в общем зачёте, подняв 142 кг в рывке и 167 кг в толчке (сумма 309 кг).
На чемпионате мира среди юниоров 2017 года он стал четвёртым с суммой 304 кг. В том же году на взрослом чемпионате мира улучшил результат до 309 кг, остановившись на восьмом месте.
На чемпионате Европы 2018 года поднял 308 кг и стал пятым. Завоевал бронзу на Играх Средиземноморья с суммой 315 кг, а на чемпионате мира в Ашхабаде поднял на 10 кг меньше и стал двенадцатым.
На чемпионате Европы 2019 года в Батуми стал четвёртым с результатом 305 кг, а на чемпионате мира в Паттайе стал тринадцатым (310 кг).
В 2020 году выиграл Кубок Катара и Кубок мира в Риме, подняв на этих соревнованиях 320 кг и 305 кг, соответственно.
На чемпионате Европы 2021 года в Москве завоевал серебро с результатом 318 кг. В том же году на перенесённых Олимпийских играх в Токио завоевал бронзу с результатом 322 кг в сумме двух упражнений.
В Ереване, на чемпионате Европы 2023 года, Мирко в категории до 73 кг, с результатом по сумме двух упражнений 335 кг завоевал бронзовую медаль. В упражнении рывок он стал обладателем малой золотой медали.
В феврале 2024 года на чемпионате Европы в Софии Мирко завоевал малую бронзовую медаль в упражнении рывок (153 кг). Во втором упражнении он не смог зафиксировать вес. 